# Ruby Mazur
Ruby Mazur là một họa sĩ người Mỹ. Ông là người đã tạo ra nghệ thuật bìa của hơn 3.000 album cho nhiều nghệ sĩ, bao gồm The Rolling Stones, BB King, Sarah Vaughn, Elton John và Ray Charles. Ông còn là cựu giám đốc nghệ thuật cho Famous Music (1970), ABC-Dunhill (1972), và Paramount Records.

## Xuất thân và giáo dục
Mazur sinh ra ở Brooklyn, New York và lớn lên ở Long Island. Ông bắt đầu vẽ từ năm 5 tuổi. Ông từng học tại Đại học Nghệ thuật Philadelphia trong vòng ba năm.

## Sự nghiệp
Năm 1995, ông đã tổ chức một sự kiện cho Billboard, trong thời gian đó họ gọi ông là "nghệ sĩ nổi tiếng thế giới". Mazur đã tạo ra "hàng ngàn" bìa album trong những năm 1970. Những bản cover này bao gồm đĩa đơn năm 1972 của The Stones Stones, " Tumbled Dice ", và album của BB King, Jimmy Buffett, Dave Mason, Dusty Springfield, cuối cùng là Elton John. Mazur cũng đã tạo ra bản cover cho nhạc phim cho bộ phim năm 1971, Willy Wonka &amp; the Chocolate Factory.
Trong một cuộc phỏng vấn năm 2004 với Las Vegas Sun, Mazur đã trích dẫn việc tạo ra các bìa album ngày càng "công thức [ic]" bắt đầu từ cuối những năm 1980 là lý do khiến ông bắt đầu vẽ. Vào giữa những năm 1990, ông đã tạo ra một bức tranh mô hình với một điếu xì gà trên tay — một sự bổ sung được đề xuất bởi một người bạn — nó được mua bởi Hoàng tử Ả Rập Saudi Mohammed Al-sudurine trước khi sơn màu vẽ bị khô.

### Tranh chấp quyền tác giả logo "Lưỡi và Miệng"
Quyền tác giả logo "Lưỡi và Miệng" của Rolling Stones là một vấn đề tranh chấp. Trong khi tờ New York Times  và những người khác trước đây đã tuyên bố rằng John Pasche đã tạo ra nó, các nguồn khác đã chỉ ra điều khác, với New York Daily News và Florida Today nói rằng chính Mazur là người đã tạo ra logo, trong khi tờ Công dân Ottawa đã liệt kê cả Mazur và Andy Warhol có thể là những người sáng tạo ra logo đó.

### Tranh cãi với Jagger
Từ những năm 1980, Mazur đã có mối thù với Mick Jagger sau khi Jagger bị cáo buộc từ chối trao cho ông ta quyền thương hiệu trang bìa "Tumbled Dice" do chính ông ta tạo ra. Ông đã được Jagger trả 10.000 đô la cho tác phẩm nghệ thuật, nhưng nói rằng ông đã yêu cầu Jagger nhiều lần để trao cho ông quyền đối với nghệ thuật đã đăng ký nhãn hiệu. Vào những năm 1990, Mazur đã cố gắng kiện Jagger vì vi phạm thương hiệu, nhưng thời hiệu đã qua. Người ta ước tính ông ta có thể kiếm được hơn 100 triệu đô la từ nghệ thuật album nếu sở hữu quyền thương hiệu.

Sau vụ tự tử của bạn gái Jagger là L'Wren Scott vào năm 2014, Mazur đã viết một bài viết có nội dung gay gắt trên Facebook, mà ông đã nhanh chóng xóa đi. Trong một cuộc phỏng vấn với Page Six sau đó, Mazur đã gọi Jagger là "kẻ rất xấu" và nói rằng ông ta đã bị khuất phục trước sự trầm cảm và ý tưởng tự tử khi ông ta không thể lấy thương hiệu cho tác phẩm nghệ thuật của mình từ Jagger. 
 "Vào cuối những năm 80, tôi sống ở New York, đến các câu lạc bộ và được giới thiệu là người tạo ra ‘Miệng và Lưỡi’ cho Stones, sau đó về nhà đến căn hộ đổ nát của tôi. Tôi đã bị vỡ quả bóng, đã tạo ra logo nổi tiếng nhất thế giới." - Ruby Mazur  
 Đáp lại, một đại diện của Jagger nói với Page Six rằng "người này đã thực hiện một thỏa thuận kinh doanh từ nhiều thập kỷ trước. Thật đáng buồn và đáng khinh khi họ sẽ sử dụng thời gian mất mát cá nhân này để thu hút sự chú ý. " 

## Đời sống cá nhân
Mazur có bốn người con. Ba con trai của ông là Matisse và hai anh em sinh đôi đó là Cezanne và Miro. Con gái ông là Monet là một nữ diễn viên và người mẫu người Mỹ. Ông chuyển từ Las Vegas, Nevada đến Gilbert, Arizona vào năm 2006. Ông hiện đang cư trú tại Maui, Hawaii.